# Maghagha
Maghagha (arab. مغاغه) – miasto w Egipcie, w muhafazie Al-Minja. W 2006 roku liczyło 75 657 mieszkańców.